# Ivan Putrov
Ivan Oleksándrovych Putrov (in ucraino Іва́н Олекса́ндрович Пу́тров?; Kiev, 8 marzo 1980) è un ballerino ucraino.
Si è formato all'Istituto coreografico di stato Kyiv e alla Scuola del Royal Ballet a Londra. Dopo il diploma, Sir Anthony Dowell lo ha invitato ad entrare nella compagnia, cosa che avvenne nel settembre 1998.

## Biografia
Nato in una famiglia di danzatori dell'Opera Nazionale Ucraina e del Balletto, figlio di Natalia Berezina-Putrova e Oleksandr Putrov., fece la sua prima apparizione sulle scene all'età di dieci anni in "The Forest Song".
Studiò alla scuola del Balletto di Kiev e all'età di quindici anni vinse il Prix de Lausanne (1996), dove era componente della giuria Merle Park direttore pro tempore della scuola del Royal Ballet. Venne pertanto invitato a frequentare la scuola londinese dove studiò per diciotto mesi e si diplomò nel 1998. A quel punto, il direttore del Royal Ballet, Sir Anthony Dowell, lo accolse nella sua compagnia.
Egli divenne il danzatore principale della compagnia nel 2002 vincendo il National Dance Awards per la sezione giovani artisti maschi.
Avendo danzato nei saggi della scuola del Royal Ballet al Covent Garden negli anni 1998 e 1999, nella stagione 1999-2000 interpretò i ruoli di Lo schiaccianoci, Les Rendezvous, Masquerade e Siren Song.
Danzò in diverse rappresentazioni nelle vesti del nipote nella produzione de Lo schiaccianoci di Peter Wright e aggiunse al suo repertorio i ruoli di Romeo in Romeo e Giulietta, The Concert e Giselle (Albrecht).
Venne portato da Dowell al debutto come Beliaev in A Month in the Country nel 2001 aggiungendo Basilio in Don Quixote al suo repertorio. Nel 2002 danzò in Onegin (Lensky) e La Bayadère (The Golden Idol), oltre che in The Vertiginous Thrill of Exactitude, Por Vos Muero e The Leaves are Fading.
Successivamente debuttò in Coppélia, Mayerling, Il lago dei cigni e Scènes de ballet. Il suo debutto in Le Spectre de la Rose alla Royal Opera House avvenne nel maggio 2004 (la parte venne inserita nel film Riot at the Rite).
Nella stagione 2004-05 danzò in Cenerentola, La Fille mal gardée (Colas), Rhapsody, Symphonic Variations e Symphony in C.
Nel 2006 Putrov subì un infortunio in una caduta sul palco, che lo portò ad un lungo congedo dalle scene.  Tornò a danzare, senza effetti apparenti duraturi, dando la sua ultima esibizione con il Royal Ballet nel maggio 2010 in Cenerentola.
Putrov ha poi danzato in compagnie nazionali in HuUngheria, Lituania e Ucraina, oltre che alla Vienna Staatsoper.
Ha creato il ruolo di Karl in The Most Incredible Thing al Sadler's Wells Theatre nel 2011, sviluppando poi la coreografia del personaggio.
Nel 2012 Putrov ha creato la sua più nota coreografia per Ithaca, usando La Péri di Paul Dukas.

## Repertorio
Ha ricevuto menzioni per i ruoli del principe Siegfried in Lago dei cigni e Lensky in onegin di John Cranko, per la cui interpretazione The Guardian lodò la sua "captivating blitheness" (accattivante gaiezza).